# Neo-progressieve rock
Neo-progressieve rock (ook bekend als neo-prog) is een subgenre van de progressieve rock die in Engeland ontstond in de vroege jaren '80. De meest populaire band van dit genre, Marillion, bereikte ook mainstream succes in dit decennium. Diverse bands uit dit genre zijn muziek blijven opnemen en zijn blijven optreden.

## Kenmerken
Neo-progressieve rock (of kortweg "neo-prog") is gekenmerkt door diepe emotionele inhoud, vaak gelardeerd met dramatische teksten en een genereus gebruik van beeldende en theatrale optredens. De muziek is meestal een product van zorgvuldige composities en minder afhankelijk van improvisaties. Het subgenre leunt erg op schone, melodieuze en emotionele elektrische gitaar solo’s, gecombineerd met keyboards. De belangrijkste muzikale invloeden in de neo-prog zijn de bands van de eerste golf van de Progressieve rock zoals de vroege Genesis, Camel, en in mindere mate Van der Graaf Generator en Pink Floyd. Funk, hard rock, AOR en punk rock hebben ook invloed gehad op het genre.

## Geschiedenis
In het boek The Progressive Rock Files, wijdt auteur Jerry Lucky een hoofdstuk aan de neo-prog getiteld "A Neo Beginning!", waarin gesteld wordt dat dit subgenre eind 1981 is ontstaan. Hij getuigt van de blijvende waarden van deze muzikale vorm van progessieve rock, maar onderscheidde het van dit hoofdgenre door te zeggen dat "het geluid natuurlijk een beetje anders was ... een beetje meer een hap, een beetje meer jaren tachtig". Later in hetzelfde boek suggereerde Jerry Lucky dat dit subgenre van progressieve rock zijn hoogtepunt bereikte in het midden van de jaren tachtig: "Toen 1984 aanbrak, brachten alle Britse neo-progressieve rockbands materiaal uit. Beroemde neo-prog-albums waren Marillion’s tweede album Fugazi, Pallas's The Sentinel, Pendragon's Fly High Fall Far, Twelfth Night's Art and Illusion, Solstice's Silent Dance, IQ's The Wake, and Quasar's Fire in the Sky.
Een voorloper van dit subgenre was the Enid, die rock en klassieke muziek samenvoegde, maar meer beïnvloed werd door Ralph Vaughan Williams dan door de meer moderne componisten. De verandering in de muzikale benadering is te horen in de verschuiving naar kortere composities en een keyboard- gebaseerd geluid in de jaren 80 albums van Rush, Signals, Grace Under Pressure, Power Windows  en Hold Your Fire. 
Neo-progessieve bands leggen de nadruk op individuele solo’s in plaats van groepsimprovisatie, en ze hebben meer elementen uit de wereldmuziek geïntroduceerd.
Teksten werden meer persoonlijk en minder esoterisch. Conceptalbums werden nog steeds gemaakt, maar op een veel kleinere schaal.
Digitale synthesizers namen veel van de rollen over die voorheen werden vervuld door omvangrijkere keyboards zoals Mellotrons en orgels,  en hun moderne geluid had de neiging de folkinvloeden te minimaliseren die typerend waren voor progressieve rock uit de jaren 70. Heavy metalbands zoals Iron Maiden en Queensrÿche begonnen de mythologische thema's en uitgebreide concepten te verkennen die voorheen het terrein waren van progressieve rock.
De vroege neo-prog werd gekenmerkt door verfijnde teksten en vaak donkere thema's. Hoewel de toegankelijkheid van neo-prog tot de mainstream discutabel is, leek de vorm over het algemeen radiovriendelijker, met kortere en minder complexe nummers dan eerdere progressieve rock. Desalniettemin bereikte neo-prog nooit de grote hoogten van het succes dat de eerste golf van progressieve rock in de jaren 70 deed, uitgezonderd slechts één band, Marillion, die wel de status van arena-band bereikte.
Marillion behaalde met name grote successen in heel Europa en produceerde tussen 1983 en 1994 acht top tien Britse albums, met een piek in populariteit met hun album Misplaced Childhood in 1985, dat bovenaan de Britse albumlijst stond en twee top vijf hitsingles produceerde in het Verenigd Koninkrijk. Het album wordt "de hoeksteen van de hele 'neo-prog'-beweging" genoemd. Na deze piek, werd het neo-prog genre minder populair, maar diverse bands bleven albums maken en touren met Marillion in het bijzonder die een grote schare trouwe fans bleef houden.
Progressieve rock is verder gegaan met genres zoals new prog. Verder kreeg de alternatieve rockband Radiohead met zijn ambitieuze muzikale werken het label dat ze een revival van de interesse in de progressieve rock hebben veroorzaakt.

## Verder lezen
- Lucky, Jerry. The Progressive Rock Files. Burlington, Ontario: Collector's Guide Publishing, Inc (1998), 304 pages, ISBN 1-896522-10-6 (paperback). Geeft een overzicht van de geschiedenis van de progressieve rock, alsook de geschiedenis van de grote en underground bands in het genre.  Aan neo-progressieve rock wordt in het hele boek gerefereerd, beginnend bij de sectie "A Neo Beginning" (pagina 79).